# Минстер-Зармсхајм
Минстер-Зармсхајм (њем. Münster-Sarmsheim) општина је у њемачкој савезној држави Рајна-Палатинат. Једно је од 66 општинских средишта округа Мајнц-Бинген. Према процјени из 2010. у општини је живјело 2.839 становника. Посједује регионалну шифру (AGS) 7339038.

## Географски и демографски подаци
Минстер-Зармсхајм се налази у савезној држави Рајна-Палатинат у округу Мајнц-Бинген. Општина се налази на надморској висини од 92 метра. Површина општине износи 6,9 km². У самом мјесту је, према процјени из 2010. године, живјело 2.839 становника. Просјечна густина становништва износи 410 становника/km².